# Stanisław Sebastian Bronicki
Stanisław Sebastian Bronicki herbu Ślepowron – wicesgerent i sędzia grodzki krakowski w 1661 roku, wojski nowokorczyński w latach 1649-1676, podstarości i sędzia grodzki nowokorczyński w latach 1648–1650, sekretarz królewski w 1648 roku, pisarz grodzki nowokorczyński w latach 1645–1647, pisarz kancelarii koronnej w 1627 roku.